# Hohe Rannach
Die Hohe Rannach ist ein 1018 m ü. A. hoher Berg im südlichen Grazer Bergland im österreichischen Bundesland Steiermark. Wenige Kilometer südwestlich vom Schöckl gelegen, ist sie vom Grazer Stadtgebiet aus gut sichtbar. Die gleichnamige Ortschaft Rannach liegt auf einem südlichen Ausläufer des Berges. Nicht zu verwechseln mit der Hohen Ranach (1981 m ü. A.), welche sich ebenfalls in der Steiermark, jedoch in den Seetaler Alpen, befindet.

## Lage und Umgebung
Der Gebirgsstock der Rannach verteilt sich etwa gleichmäßig auf die Gemeinden Gratkorn und Stattegg. Die Gemeindegrenze verläuft genau über den Gipfel. Begrenzt wird der großteils bewaldete Berg im Norden von Rötsch- und Rannachgraben, im Osten durch die Leber und im Südosten durch das Stattegger Tal, während er nach Süden und Westen sanft zum Mittleren Murtal abfällt. Auf Süd- und Westhang liegen die kleineren Ortschaften Rannach und Jasen. Die der Hohen Rannach nach Süden hin vorgelagerten Erhebungen Fuchskogel (ca. 940 m), Geierkogel (946 m), Schöberlkogel (863 m), Rannachbauerkogel (842 m) und Marxenkogel (811 m) lassen den Berg vor allem von Osten als langgezogenen Rücken erscheinen. Den südlichsten Ausläufer des Berges bilden Kanzelkogel und Admonter Kogel an der Grazer Stadtgrenze.

## Geologie und Geomorphologie

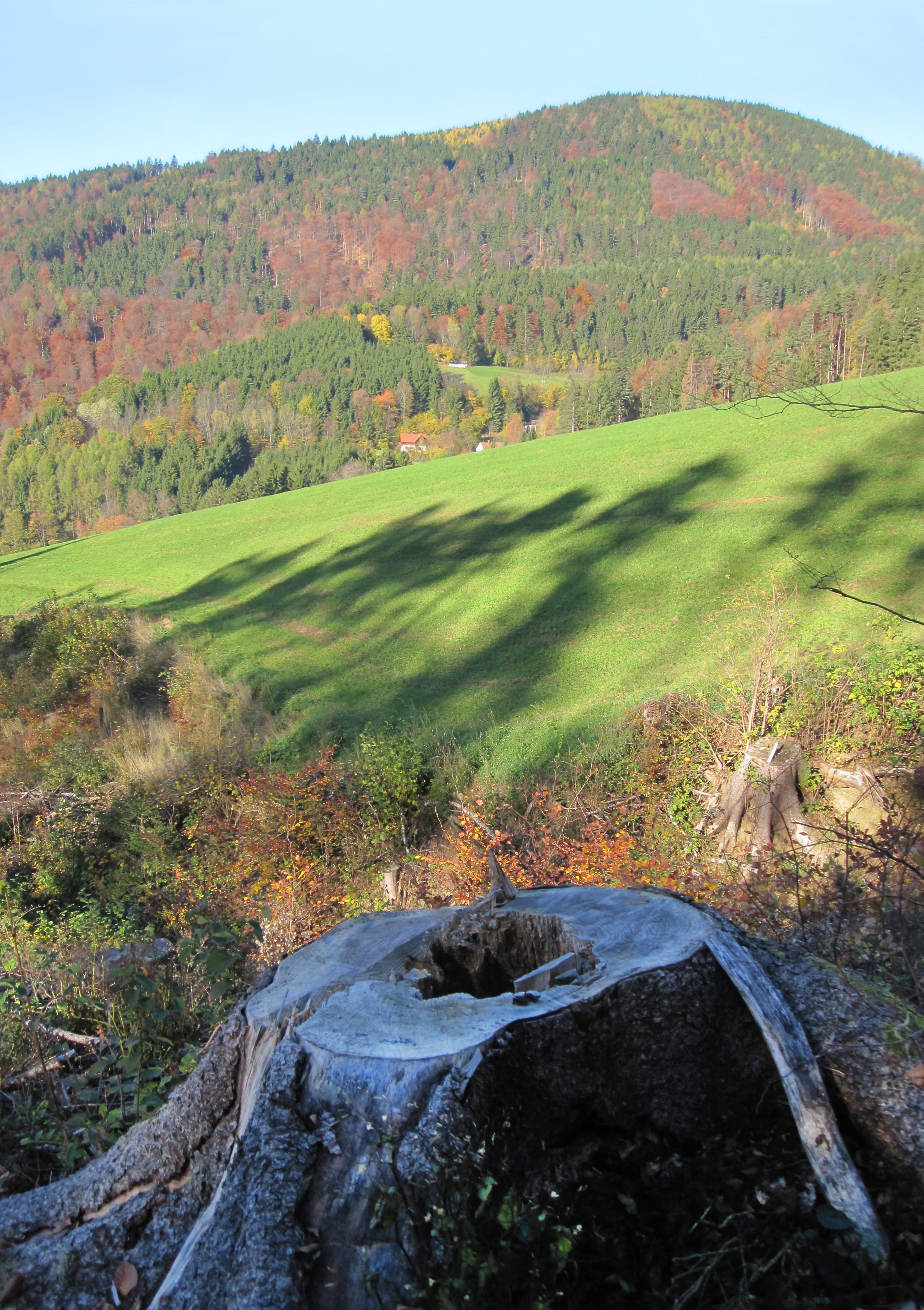
Hohe Rannach und Leberbruch (hinter Wiese)

Die Rannach ist namensgebend für einen Faziesbereich des Grazer Paläozoikums, der sich nach Süden hin bis zum Florianiberg fortsetzt. Am rechten Murufer gehören außerdem Berge wie der Pleschkogel oder der Generalkogel zu diesem stratigraphischen Typus. Der Murdurchbruch sorgt für eine geographische Trennung der geologischen Einheit. Im Osten trennt die Leberstörung (auch Leberbruch) die Rannach von der Schöcklkalk- oder Tonschiefer-Fazies. Die dominierenden Gesteine sind helle und dunkelgraue Dolomite sowie fossilreiche Barrandeikalke und der lokal auftretende Kanzelkalk. Zwischendurch finden sich Einschaltungen von Eggenberger Brekzie.
Die um 700 m ü. A. auftretenden Verebnungen werden dem Hochstradener Niveau zugerechnet und bieten heute Siedlungen wie Rannach Platz. Ebenso auffällig sind einige Einsattelungen südlich der Hohen Rannach, die auf West-Ost-gerichtete Störungen zurückgehen. Die Hohe Rannach ist weniger stark verkarstet als die benachbarten Schöcklkalk-Gebiete, weist aber dennoch ein paar typische Erscheinungen auf. So liegen am Südosthang mehrere kleine Karstquellen, die lange Zeit die Wasserversorgung des fast 10 km entfernten LKH Graz sicherten und auch heute noch – wenn auch nur sporadisch – genutzt werden.

## Aufstieg

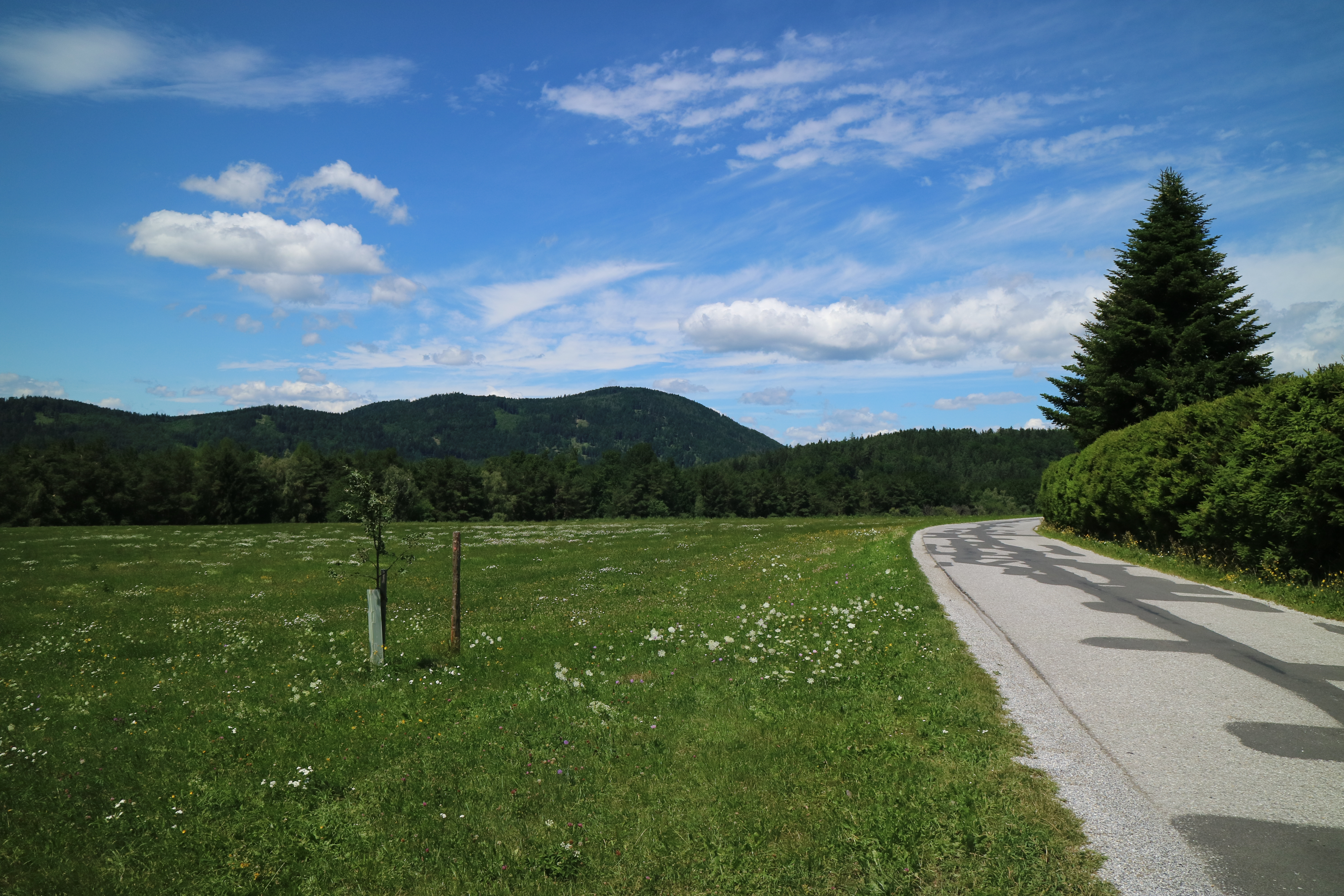
Hohe Rannach von Südosten

Die Rannach ist vor allem bei Mountainbikern beliebt. Dort verläuft sowohl ein Streckenteil der UEC-Mountainbike-Marathon-Europameisterschaften 2003 und 2018 als auch ein Abschnitt der UCI-Weltmeisterschaft 2009. Wandertechnisch steht die Rannach im Schatten des benachbarten Schöckls, kann aber von drei Seiten unschwierig und in kurzer Gehzeit erreicht werden. Zahlreiche Forststraßen ergänzen das Wanderwegnetz. Nahe dem mit einem Steinmann markierten Gipfel liegt das ehemalige Rannach-Schutzhaus, das sich heute in Privatbesitz befindet.

### Ausgangspunkte
- Gasthaus Martinelli auf der Leber (Steinmetzwirt, 733 m): 1 Std.
- Höchwirt, Freßnitzviertel (610 m): 1¼ Std.
- Eh. Wirtshaus Geierkogel, Rannach (690 m): 1¼ Std.
- Huberwirt, Stattegg-Hub (433 m): 1¾ Std.
- Pfarrkirche Gratkorn, Gratkorn (394 m): 2¾ Std.
- St. Veit (Graz) (376 m): 2¾ Std.